# Antiche unità di misura del circondario di Taranto
Sono qui riportate le conversioni tra le antiche unità di misura in uso nel circondario di Taranto e il sistema metrico decimale, così come stabilite ufficialmente nel 1877; non si riportano le unità di misura e di peso stabilite con la riforma del 1840, rese uniformi nell'intero Regno di Napoli.
Nonostante l'apparente precisione nelle tavole, in molti casi è necessario considerare che i campioni utilizzati erano di fattura approssimativa o discordanti tra loro.

## Misure di lunghezza
Nel 1877, oltre alle unità ufficiali del 1840, sono indicate in uso alcune misure abusive.
| Comuni         | Denominazione | Valore   | Unità |
| -------------- | ------------- | -------- | ----- |
| Tutti i comuni | Canna         | 2,109360 | m     |
| Tutti i comuni | Palmo         | 0,263670 | m     |

Secondo l'uso abusivo anteriore al 1840 la canna si divide in 8 palmi, il palmo in 12 once, l'oncia in 5 minuti.
10 palmi fanno la pertica. 7 palmi fanno il passo. 10 passi fanno la catena. 100 catene fanno il miglio.
Come base delle misure agrarie si usavano pure nelle varie località passi da terra di palmi 6 1/2, 7 1/3.

## Misure di superficie
Nel 1877, oltre alle unità ufficiali del 1840, sono indicate in uso alcune misure abusive.
| Comuni | Denominazione                                        | Valore   | Unità |
| --- | ---------------------------------------------------- | -------- | ----- |
| Tutti i comuni | Palmo quadrato                                       | 0,069522 | m²    |
| Taranto, Monteiasi, Carosino, Leporano, Lizzano, Monteparano, Pulsano, Fragnano, S. Giorgio sotto Taranto         | Tomolo di 2000 passi quadrati di palmi 7 di lato     | 6813,14  | m²    |
| Martina Franca, Sava, San Marzano di San Giuseppe, Avetrana, Maruggio, Massafra, Palagiano, Mottola, Castellaneta | Tomolo di 2500 passi quadrati di palmi 7 di lato     | 8516,43  | m²    |
| Grottaglie | Tomolo di 2250 passi quadrati di palmi 7 1/3 di lato | 8412,15  | m²    |
| Grottaglie | Tomolo di 1800 passi quadrati di palmi 7 1/3 di lato | 6729,72  | m²    |
| Montemesola, Ginosa, Faggiano, Roccaforzata                                                                       | Tomolo di 2000 passi quadrati di palmi 7 1/3 di lato | 7477,46  | m²    |
| Manduria | Tomolo di 3000 passi quadrati di palmi 6 1/2 di lato | 8811,90  | m²    |
| Castellaneta | Carro di 7200 passi quadrati di palmi 7 di lato      | 24527,32 | m²    |
| Laterza | Tomolo di 1200 passi quadrati di palmi 7 di lato     | 4087,89  | m²    |

64 Palmi quadrati abusivi fanno la canna quadrata abusiva.

## Misure di volume
Nel 1877, oltre alle unità ufficiali del 1840, sono indicate in uso alcune misure abusive.
| Comuni         | Denominazione | Valore | Unità |
| -------------- | ------------- | ------ | ----- |
| Tutti i comuni | Palmo cubo    | 18,331 | L     |

Secondo l'uso anteriore al 1840 mille palmi cubi fanno una pertica cuba, e 512 palmi cubi fanno la canna cuba.
La canna di costumanza per le fabbriche equivale ad un quarto di canna abusiva cuba.
La canna per la legna da fuoco di 256 palmi cubi abusivi equivale a mezza canna abusiva cuba.
Palmi cubi abusivi 9 1/3 fanno la soma per l'arena che si divide in 7 cofani.

## Misure di capacità per gli aridi
Nel 1877, oltre alle unità ufficiali del 1840, sono indicate in uso alcune misure abusive.
| Comuni         | Denominazione | Valore  | Unità |
| -------------- | ------------- | ------- | ----- |
| Tutti i comuni | Tomolo        | 55,3189 | L     |

Il tomolo, tanto prima che dopo il 1840, si divide in 24 misure.

## Misure di capacità per i liquidi
Nel 1877, oltre alle unità ufficiali del 1840, sono indicate in uso alcune misure abusive.
| Comuni                                                                                               | Denominazione          | Valore   | Unità |
| --- | ---------------------- | -------- | ----- |
| Taranto                                                                                              | Soma di 180 caraffe    | 117,3263 | L     |
| Taranto                                                                                              | Caraffa di 24 1/3 once | 0,651813 | L     |
| Martina Franca                                                                                       | Soma di 192 caraffe    | 131,1483 | L     |
| Martina Franca                                                                                       | Caraffa di 25 1/2 once | 0,683064 | L     |
| Grottaglie                                                                                           | Soma di 192 caraffe    | 133,7199 | L     |
| Grottaglie                                                                                           | Caraffa di 26 once     | 0,696458 | L     |
| Monteiasi                                                                                            | Soma di 180 caraffe    | 118,1299 | L     |
| Monteiasi                                                                                            | Caraffa di 24 1/2 once | 0,656277 | L     |
| Montemesola                                                                                          | Soma di 180 caraffe    | 115,7191 | L     |
| Montemesola                                                                                          | Caraffa di 24 once     | 0,642884 | L     |
| Carosino, Lizzano, Monteparano, Roccaforzata, San Giorgio sotto Taranto, San Marzano di San Giuseppe | Soma di 192 caraffe    | 123,4337 | L     |
| Carosino, Lizzano, Monteparano, Roccaforzata, San Giorgio sotto Taranto, San Marzano di San Giuseppe | Caraffa di 24 once     | 0,642884 | L     |
| Faggiano                                                                                             | Soma di 192 caraffe    | 140,5773 | L     |
| Faggiano                                                                                             | Caraffa di 27 1/3 once | 0,732173 | L     |
| Fragagnano                                                                                           | Soma di 192 caraffe    | 138,8628 | L     |
| Fragagnano                                                                                           | Caraffa di 27 once     | 0,723244 | L     |
| Sava, Maruggio, Avetrana, Manduria                                                                   | Soma di 192 caraffe    | 171,4356 | L     |
| Sava, Maruggio, Avetrana, Manduria                                                                   | Caraffa di un rotolo   | 0,892894 | L     |
| Mottola                                                                                              | Soma di 196 caraffe    | 175,0073 | L     |
| Mottola                                                                                              | Caraffa di un rotolo   | 0,892894 | L     |
| Palagiano                                                                                            | Soma di 196 caraffe    | 134,7556 | L     |
| Palagiano                                                                                            | Caraffa di 25 2/3 once | 0,687529 | L     |
| Castellaneta                                                                                         | Soma di 196 caraffe    | 141,7559 | L     |
| Castellaneta                                                                                         | Caraffa di 27 once     | 0,723244 | L     |
| Ginosa, Laterza                                                                                      | Soma di 192 caraffe    | 144,0060 | L     |
| Ginosa, Laterza                                                                                      | Caraffa di 28 once     | 0,750031 | L     |

La caraffa abusiva pi divide in 2 misure. La soma da vino si divide in 6 barili.
I pesi indicati nelle misure da vino sono quelli del volume di acqua distillata che dovevano contenere, e non servono che di nomenclatura distintiva.
| Comuni                    | Denominazione                    | Valore   | Unità |
| ------------------------- | -------------------------------- | -------- | ----- |
| Taranto (per olio chiaro) | Salma di rotoli 198 = 176,417 kg | 193,1662 | L     |
| Tutti i comuni            | Salma di rotoli 210 = 187,109 kg | 204,8733 | L     |

La salma da olio si divide in 10 Staia, lo Staio in 32 Pignatelle.
I pesi indicati per le misure dell'olio sono quelli del volume di olio che devo in esso contenersi, giacché nel sistema metrico napoletano l'olio si misurava a peso e non a capacità.

## Pesi
| Comuni         | Denominazione | Valore  | Unità |
| -------------- | ------------- | ------- | ----- |
| Tutti i comuni | Rotolo        | 890,997 | g     |
| Tutti i comuni | Libbra        | 320,759 | g     |

Secondo l'uso abusivo anteriore al 1840 cento libbre fanno un cantaro piccolo.
Secondo la varietà dei luoghi e delle merci si usavano pure rotoli speciali di once 30, 36, 39, 42, 44, 48, 52, 56.
Gli orefici dividono l'oncia in 30 trappesi, il trappeso in 20 acini.
I gioiellieri dividono l'oncia in 130 carati, il Carato in 4 grani.
I farmacisti dividono l'oncia in 10 dramme, la dramma in 3 scrupoli, lo scrupolo in 2 oboli, l'obolo in 10 acini.
Dramme 1 1/2 fanno il peso aureo.
40 rotoli fanno un peso per la calce.
4 rotoli fanno una decina, peso della lana.

## Territorio
Nel 1874 nel circondario di Taranto erano presenti 25 comuni divisi in 10 mandamenti.
- Castellaneta • Castellaneta
- Ginosa • Ginosa, Laterza
- Grottaglie • Grottaglie, Monteiasi, Montemesola
- Manduria • Avetrana, Manduria, Maruggio
- Martina Franca • Martina Franca
- Massafra • Massafra
- Mottola • Mottola, Palagiano
- San Giorgio sotto Taranto • Carosino, Faggiano, Leporano, Lizzano, Monteparano, Pulsano, Roccaforzata, San Giorgio sotto Taranto
- Sava • Fragagnano, San Marzano di San Giuseppe, Sava
- Taranto • Taranto